# غاري ألان
غاري ألان (بالإنجليزية: Gary Allan)‏ هو مغن مؤلف ومغني أمريكي، ولد في 5 ديسمبر 1967 في لا ميرادا في الولايات المتحدة.

## وصلات خارجية
- الموقع الرسمي
- غاري ألان على موقع IMDb (الإنجليزية)
- غاري ألان على موقع ميوزك برينز (الإنجليزية)
- غاري ألان على موقع إن إن دي بي (الإنجليزية)
- غاري ألان على موقع أول ميوزيك (الإنجليزية)
- غاري ألان على موقع ديسكوغز (الإنجليزية)